# Nenê (Fußballspieler, 1975)
Fábio Camilo de Brito, genannt Nenê, (* 6. Juni 1975 in São Paulo, Brasilien) ist ein brasilianischer Fußballspieler.

## Karriere
Im Alter von zehn Jahren begann er in der Jugend von CA Juventus in São Paulo Fußball zu spielen. Dort schaffte der Abwehrspieler schließlich den Sprung ins Profiteam und letztendlich auch in die Brasilianische Fußballnationalmannschaft, für die er 1995 fünfmal auflief.
Nachdem er 1996 zum Stadtrivalen Guarani FC wechselte, folgte zwei Jahre später mit Sporting Lissabon die erste Auslandsstation. Dort konnte er sich jedoch nicht durchsetzen und durfte lediglich viermal in der Liga auflaufen. Daraufhin kehrte er in sein Geburtsland zurück und spielte in den folgenden drei Jahren für die Traditionsvereine EC Bahia, SC Corinthians und Grêmio FBPA aus dem südbrasilianischen Porto Alegre. Da Grêmio in finanziellen Schwierigkeiten steckte, versuchte die Vereinsführung, Nenê zu verkaufen und bot den Spieler u. a. in Europa an.
Nach einem Probetraining erhielt Nenê einen Ein-Jahres-Vertrag bei der Hertha BSC, die in der ersten Bundesliga spielte. In Berlin überzeugte er zwar sportlich, fiel aber mit wiederholten muskulären Problemen aus, so dass ihm der Sprung in die Stammelf verwehrt blieb und er lediglich auf 10 Spiele kam; sein Vertrag wurde nicht verlängert. Er verließ Europa und kehrte zum zweiten Mal nach Brasilien zurück, da er bei EC Vitória aus der Stadt Salvador da Bahia unterschrieb.
2004 wechselte er zum japanischen Spitzenteam Urawa Red Diamonds, mit denen er 2006 die japanische Meisterschaft und im Folgejahr die AFC Champions League gewinnen konnte. Ab 2008 spielte er jeweils eine Saison für Coritiba FC und EC Juventude aus der südbrasilianischen Stadt Caxias do Sul.
Nachdem er im Februar 2010 bei CA Bragantino unterschrieb, wechselte er zu Grêmio Esportivo Osasco und im selben Jahr zu União FC, wo er Ende 2011 seine Karriere beendete.

## Erfolge
Brasilien:
- Brasilianischer Meister: 1999
- Pokal von Brasilien: 2001
- Staatsmeisterschaft von São Paulo: 1999
- Staatsmeisterschaft von Rio Grande do Sul: 2000
- Staatsmeisterschaft von Paraná: 2008
- Staatsmeisterschaft von Bahia: 1998, 2004

Japan:
- Champions League von Asien: 2007
- Japanische Meisterschaft: 2006
- Kaiserpokal: 2005, 2006

Deutschland:
- DFB-Ligapokal: 2003